# HMS Jervis Bay (F40)
«Джервіс Бей» (англ. HMS Jervis Bay (F40) — британське пасажирське судно-океанський лайнер, побудований компанією Vickers Limited у Барроу-ін-Фернесс на замовлення компанії Commonwealth Line. На початку Другої світової війни, 15 жовтня 1939 року, реквізовано Британським адміралтейством і перетворене на допоміжний крейсер Королівського флоту Великої Британії, отримавши назву HMS Jervis Bay. 5 листопада 1940 року під час супроводження конвою HX 84 був атакований та затоплений німецьким «кишеньковим лінкором» «Адмірал Шеєр».

## Історія служби
Судно було пасажирським лайнером компанії Aberdeen & Commonwealth Line і будувався для перевезення в Австралію емігрантів. Назва походить від затоки Джервіс Бей в Австралії. 15 жовтня 1939 року Адміралтейство реквізувало «Джервіс Бей» і переобладнало його на допоміжний крейсер, встановивши на палубі сім застарілих 152-мм гармат BL 6-inch Mk VII і дві 76-мм гармати QF 12-pounder 12 cwt. Після переозброєння він був виділений для охорони атлантичних конвоїв.
28 жовтня 1940 року конвой HX 84 з 38 транспортних суден у супроводі озброєного торгового крейсера «Джервіс Бей» вирушили з Галіфакса на схід до Ліверпуля. «Джервіс Бей» супроводжував конвой з Бермудських островів, який в морі об'єднався з конвоєм з Галіфакса, оскільки більші конвої зазнавали менших втрат, ніж менші.
Коли конвой зіткнувся з німецьким військовим кораблем «Адмірал Шеєр» приблизно в 755 морських милях (1398 км) на південний-південний захід від Рейк'явіка, капітан «Джервіс Бей» Едвард Феген наказав суднам конвою розсіятися і направив свій власний корабель назустріч німецькому бойовому кораблю, викликаючи на себе вогонь. «Джервіс Бей» безнадійно поступався гарматам німецького корабля, але він атакував більший корабель зі своїх старих гармат, стріляючи більше, щоб відвернути німецький важкий крейсер від беззахисних торговельних суден, ніж сподіваючись завдати будь-якої шкоди. Хоча снаряди німців спустошили «Джервіс Бей», Феген був поранений, а багато членів екіпажу загинуло, Феген і вцілілий екіпаж продовжували боролися, поки їхній корабель не був потоплений. Капітан Феген і багато членів екіпажу загинули разом з кораблем.
Жертва «Джервіс Бей» дала достатньо часу, щоб конвой встигнув розосередитися і не дати противникові атакувати усі судна одночасно. Зрештою німецький крейсер зміг потопити лише п'ять торгових суден, а решта конвою втекла.
190 членів екіпажу допоміжного крейсера загинули, а 65 вцілілих були підібрані шведським торговельним судном «Стурехольмом», яке вночі повернулося на пошуки тих, хто вижив.